# MAP6
MAP6‏ (Microtubule associated protein 6) هوَ بروتين يُشَفر بواسطة جين MAP6 في الإنسان.